# بانکو دی اورو
بانکو دی اورو (به انگلیسی: Banco de Oro) شرکت خدمات مالی و بانکداری فیلیپینی است، که به همراه بانک جزایر فیلیپین و متروبانک، به‌عنوان ۳ بانک بزرگ فیلیپین به‌شمار می‌آید.
بانکو دی اورو در سال ۱۹۶۸ تاسیس شد و در حال حاضر از زیرمجموعه‌های گروه اس‌ام محسوب می‌شود، که متعلق به بازرگان فیلیپینی؛ هنری سای می‌باشد.
شعبه مرکزی این بانک در شهر ماکاتی، فیلیپین قرار دارد و بخشی از سهام آن در بازار بورس اوراق بهادار فیلیپین معامله می‌شود.